# International Superstar Soccer Pro Evolution 2
International Superstar Soccer Pro Evolution 2 (skraćeno: ISS Pro Evolution 2) zadnja je igra u serijalu International Superstar Soccer. Proizvođač je bio japanski Konami TYO, a izdavač Konami. ISS Pro je u svim zemljama izašao 2000. godine, a proizvodio se samo za Playstation.